# Halvdörr

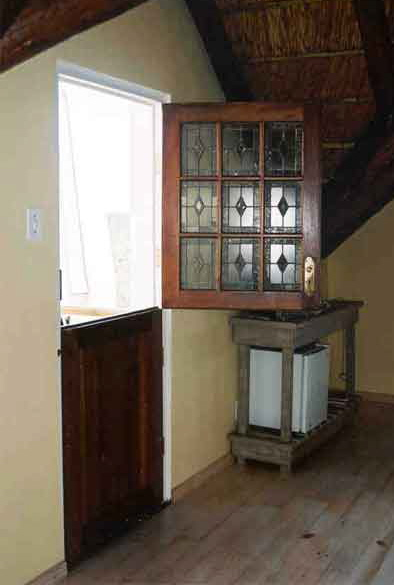
Halvdörr med övre halvan öppen.

En halvdörr, tvådelad dörr eller stalldörr är en dörr som är delad horisontellt på mitten, vilket gör att man kan ha övre halvan öppen medan den nedre är stängd. 
Halvdörrar används som ytterdörrar och gör att man kan hålla djur ute och barn inne men ändå släppa in ljus och luft. Halvdörrar förekommer främst på äldre hus på landsbygden och bondgårdar.